# آل جابر (مأرب)

تعديل مصدري - تعديل

آل جابر هي إحدى قرى عزلة ال فجيح بمديرية مأرب التابعة لمحافظة مأرب، بلغ تعداد سكانها 217 نسمة حسب تعداد اليمن لعام 2004.